# Leptophilypnus guatemalensis
Leptophilypnus guatemalensis är en fiskart som beskrevs av Thacker och Pezold 2006. Leptophilypnus guatemalensis ingår i släktet Leptophilypnus och familjen Eleotridae. Inga underarter finns listade i Catalogue of Life.